# رولان مارشال
رولان مارشال یک جامعه‌شناس فرانسوی بوده‌است که از ژوئن ۲۰۱۹ تا ماه مارس ۲۰۲۰ در ایران زندانی شد. وی هنگام ورود به فرودگاه تهران برای ملاقات با فریبا عادلخواه دستگیر شد. در اکتبر۲۰۱۹ وکیل مارشال گفت: مقامات ایرانی موکل وی را به «تبانی علیه امنیت ملی» متهم کرده‌اند.
در ۷ فوریه سال ۲۰۲۰، وکیل آنها گفت که این دو از مراجع زندان خواسته‌اند که اجازه دهند آنها ازدواج کنند. در سه مارس ۲۰۲۰ قرار بود دادگاه وی برگزار شود که به دلیل همه‌گیری کروناویروس به تعویق افتاد و در نهایت وی با جلال روح‌الله‌نژاد که در فرانسه بود و قرار بود به آمریکا استرداد شود، معاوضه و در بیست مارس ۲۰۲۰ آزاد شد.